# Frank Piasecki

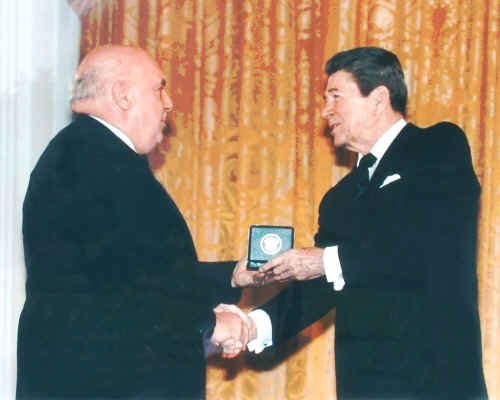
Frank Piasecki (links) mit Ronald Reagan (1986)

Frank N. Piasecki (* 24. Oktober 1919 in Philadelphia, Pennsylvania; † 11. Februar 2008 in Haverford, Pennsylvania) war ein US-amerikanischer Ingenieur, Firmengründer und Entwickler von Hubschraubern und Flugzeugen. Bekannt wurde er als Entwickler des ersten seriengefertigten Hubschraubers mit doppeltem Hauptrotor in Tandem-Konfiguration, dem Piasecki H-21.

## Beruflicher Werdegang
Gemeinsam mit einem Schulkameraden gründete Piasecki 1943 die PV Engineering und entwickelte seinen ersten Hubschrauber, einen einsitzigen Kleinsthubschrauber. 1946 wurde die Firma in Piasecki Helicopter Corporation umbenannt. Dort entwickelte er neben dem H-21 mehrere andere Hubschrauber. Bereits 1955 verließ Piasecki seine Firma und gründete die Piasecki Aircraft Corporation, seine zweite Firma, mit der er ebenfalls Hubschrauber produzierte.

## Auszeichnung
Piasecki erhielt für seine innovative Arbeit drei große Auszeichnungen:
- 1979 die Philip H. Ward, Jr. Medal des Franklin Institute
- 1986 die National Medal of Technology, die höchste nationale Auszeichnung der USA für Technik
- 2005 den Lifetime Achievement Award der Smithsonian Institution